# Eraclea Mare

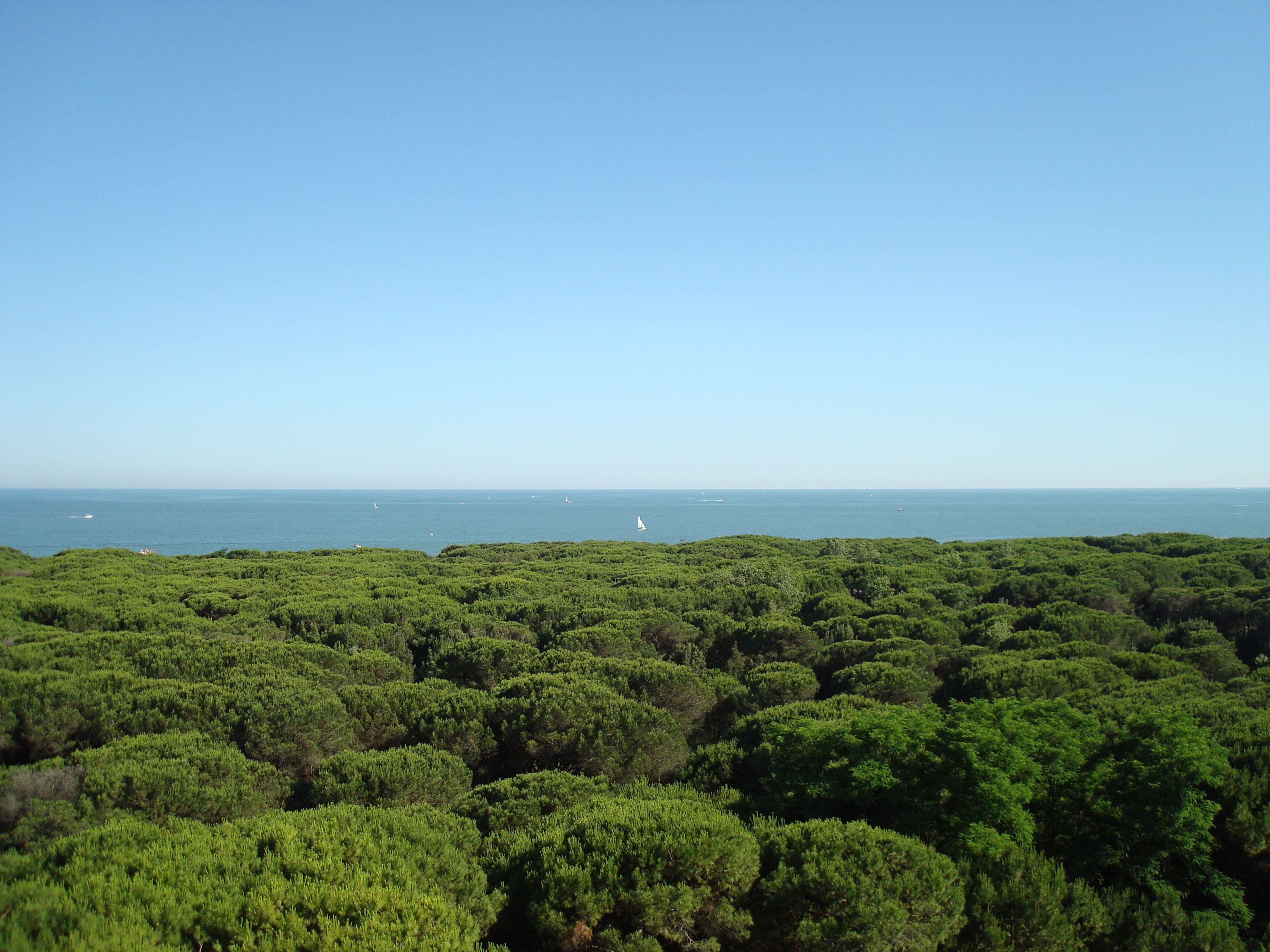
La pineta di Eraclea

Eraclea Mare, chiamata Eraclea mare dall'amministrazione pubblica e in passato conosciuta con il nome Marina di Santa Croce, è una frazione della città di Eraclea e oggi rappresenta la sua riviera; è posta a sei chilometri a sud-est del capoluogo e si caratterizza per le sue peculiarità ambientali (la Laguna del Mort e la pineta marittima). Dal 2007 riceve ininterrottamente il riconoscimento della bandiera Blu dalla FEE.

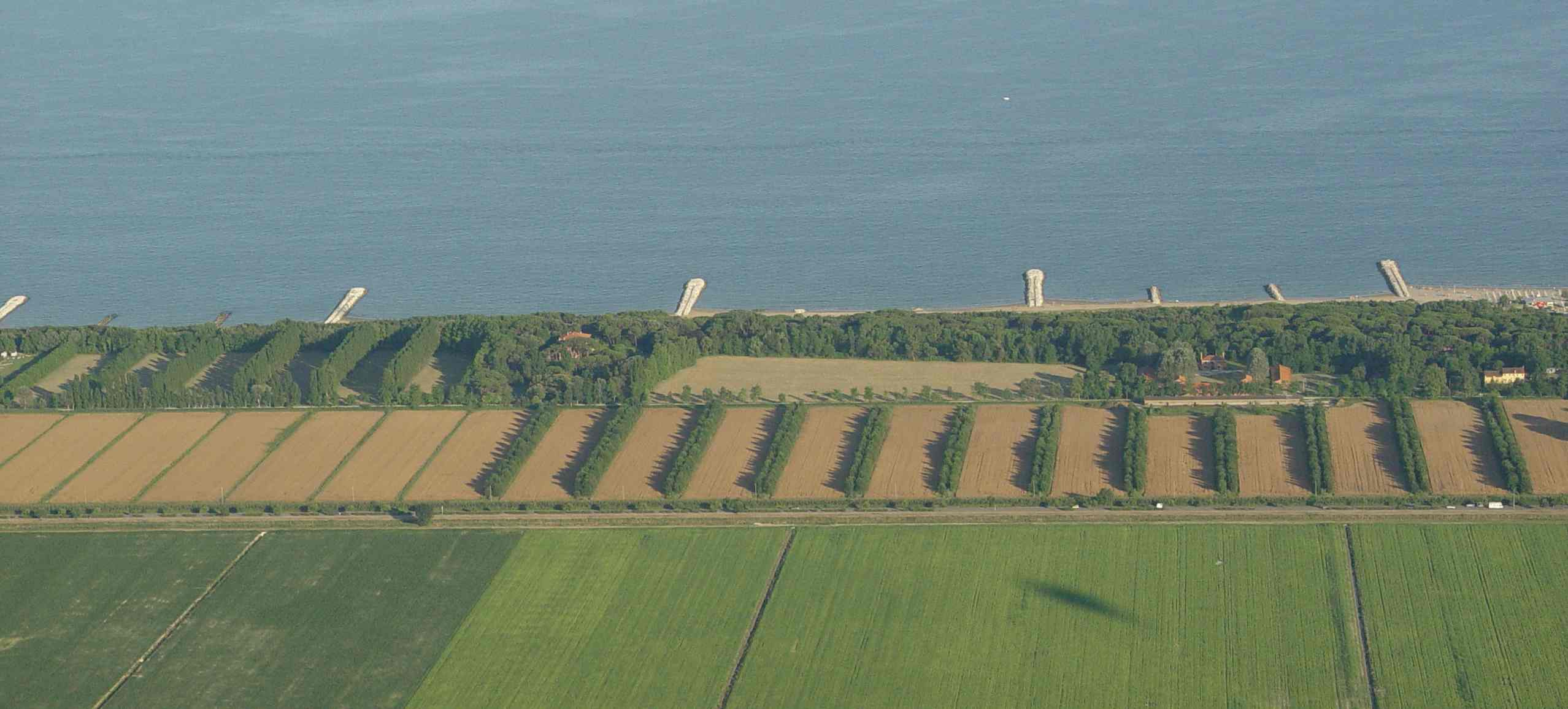
Costa di Eraclea

Le dune sono spesso suddivise in più cordoni, tutti paralleli al mare. La spiaggia è lunga oltre quattro chilometri e si estende senza soluzione di continuità dalla battigia al limite della pineta.

## Geografia fisica

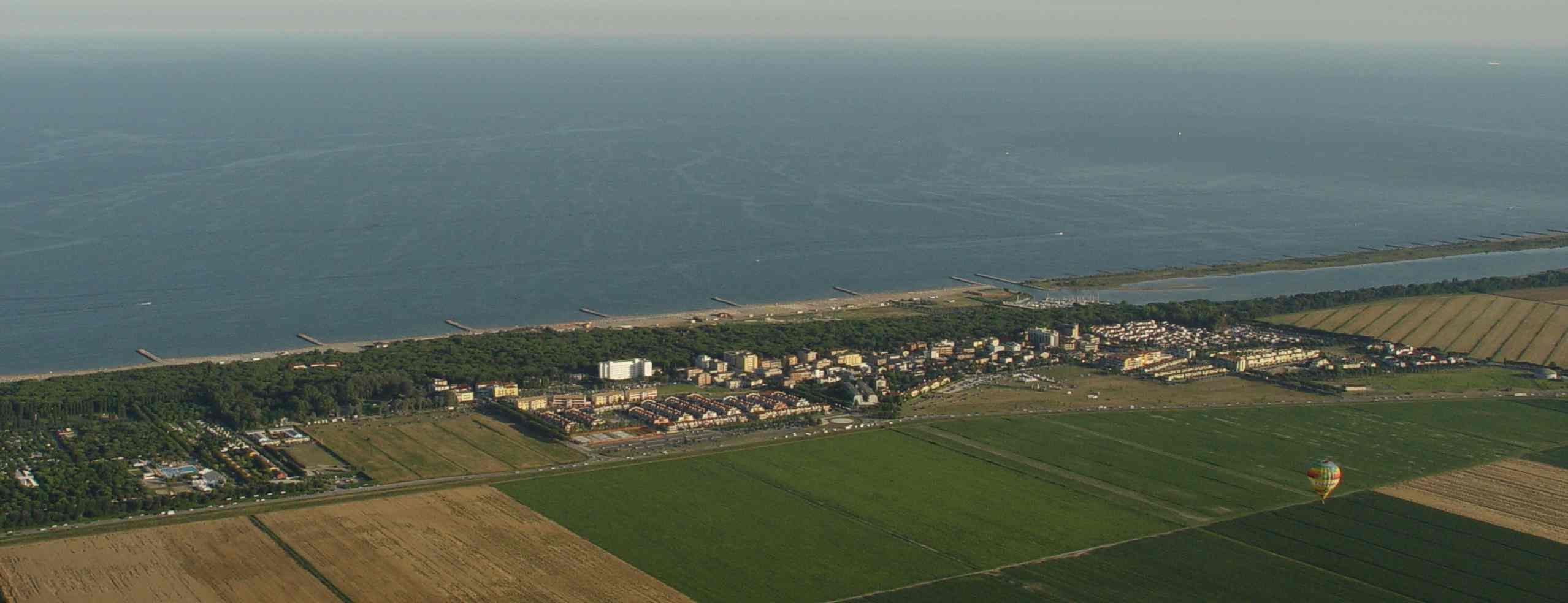
Panoramica

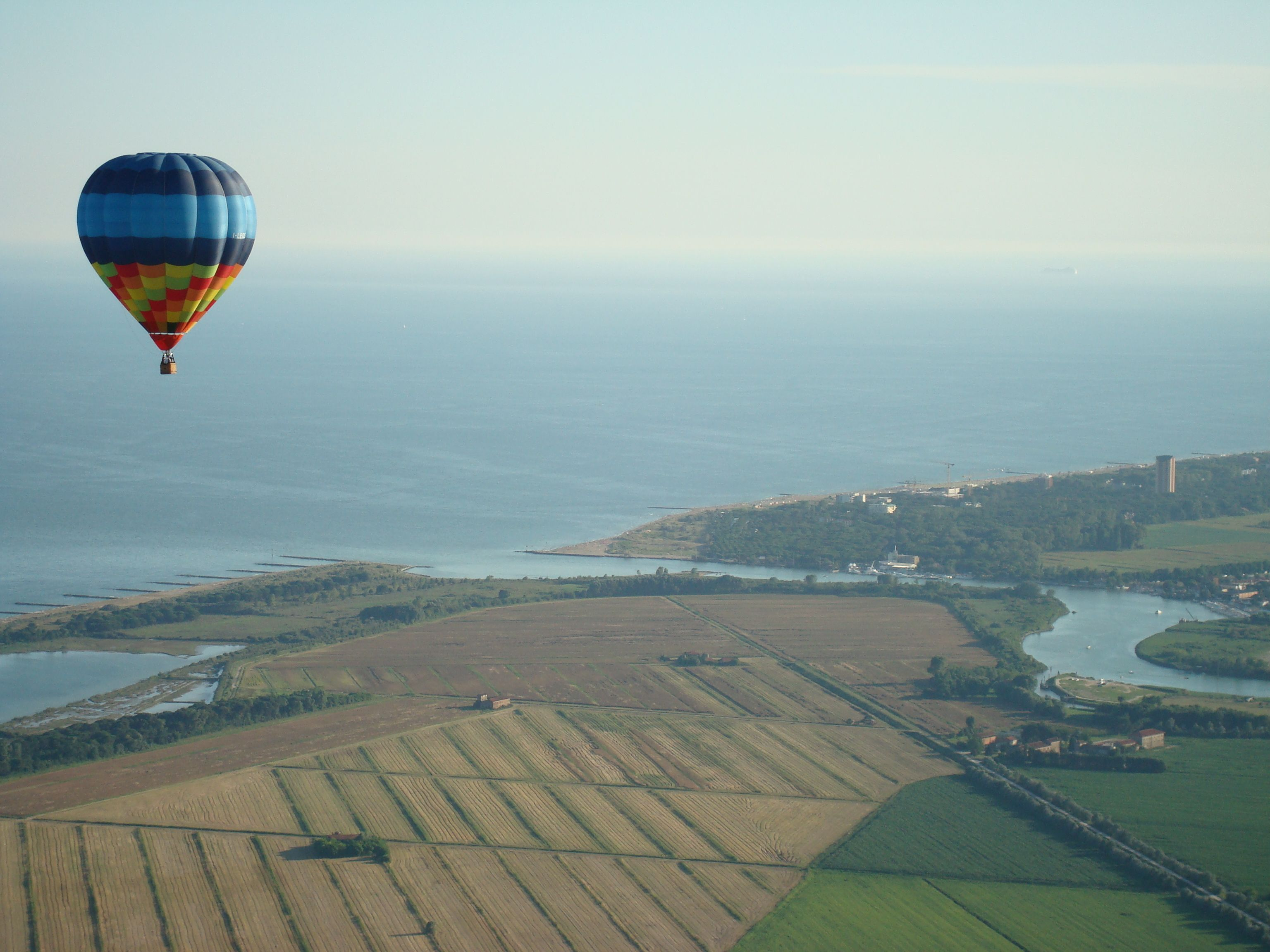
Foto aerea delle Foci del Piave

Eraclea Mare sorge sulle rive del Mar Adriatico, affacciata sul golfo di Venezia al confine con Jesolo, dal quale è separata dal fiume Piave, ed è fornita di un porticciolo turistico (Mari clea).
A ovest del centro abitato, in direzione del Piave, si trova la Laguna del Mort che, nel 2003, è stata dichiarata da Legambiente una della 11 più belle spiagge d'Italia.
La Laguna del Mort e la retrostante pineta marittima di Eraclea Mare sono un sito di interesse comunitario.| Di là del fiume, di fronte alla laguna ed in territorio Jesolano si trova il centro peschereccio di Cortellazzo.

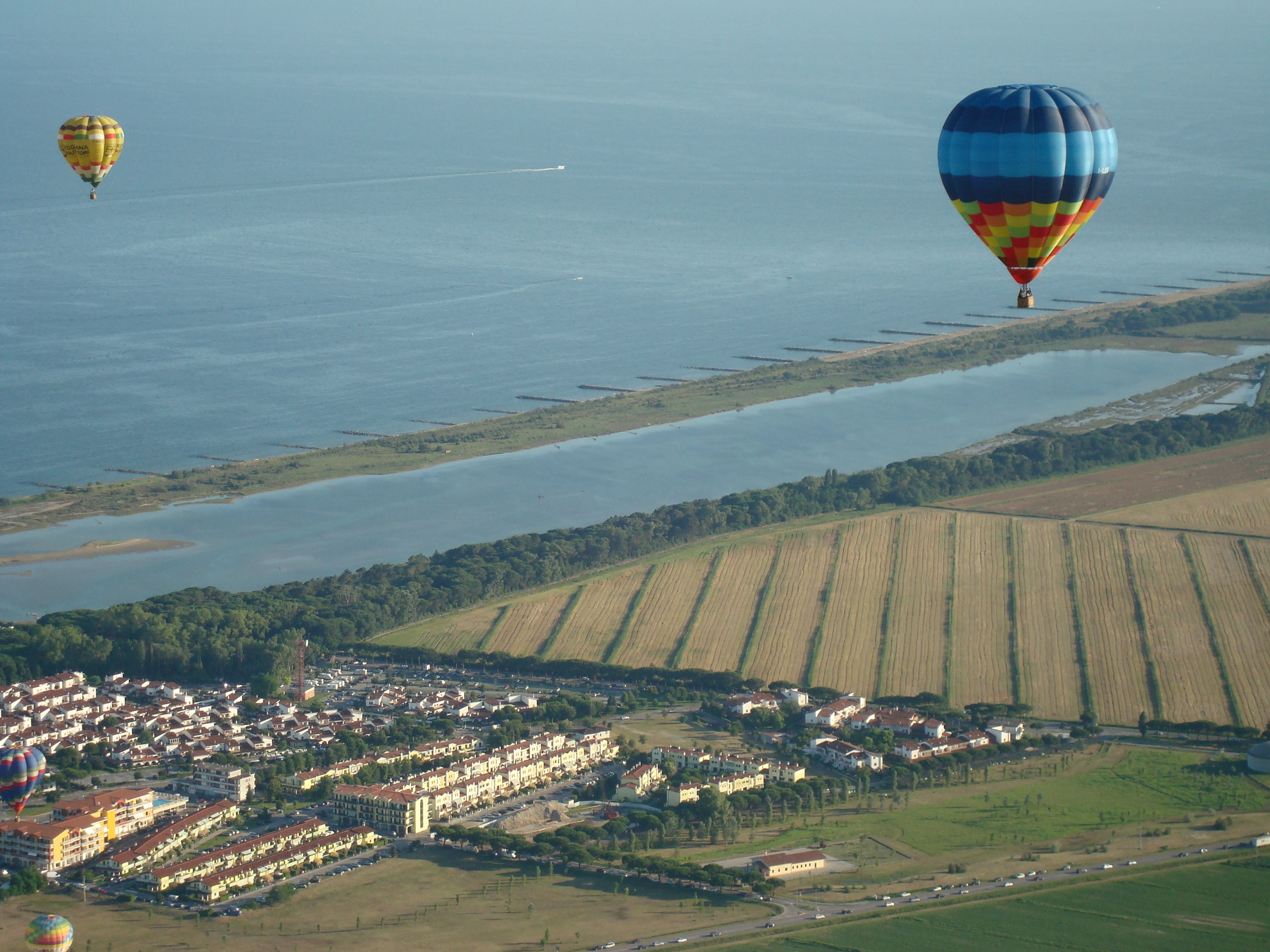
La Laguna del Mort

La Pineta è costituita da circa 3500 pini adulti a "ombrello aperto" (pinus pinea). Quest'ultima è appunto la principale peculiarità della località e al suo interno si dipanano sentieri e percorsi vita per passeggiate e per giungere al mare. 

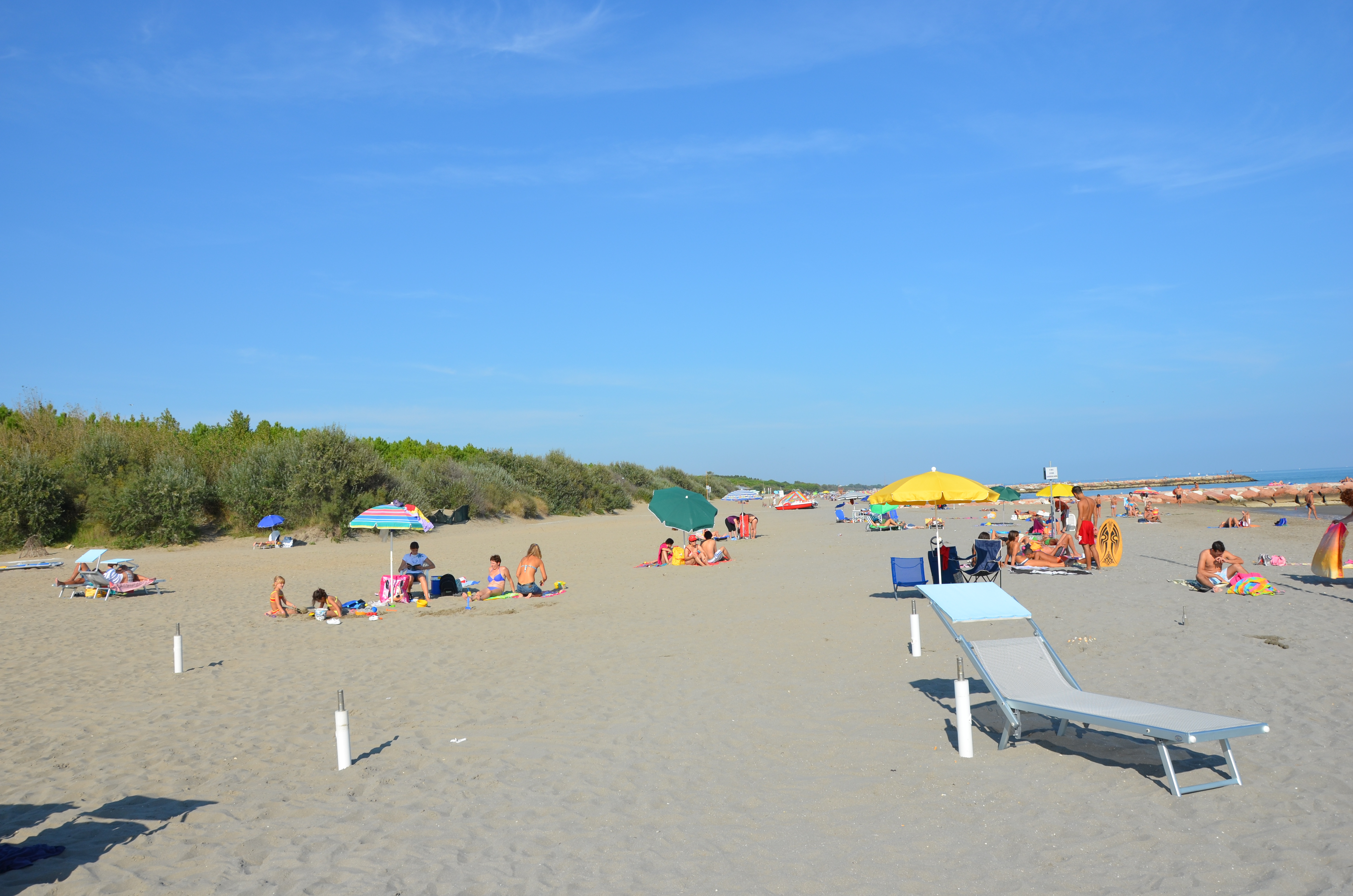
Vista della pineta che si affaccia sulla spiaggia di Eracleamare

La località fa parte del comprensorio turistico della costa veneziana e, infatti, l'economia della frazione è prevalentemente basata sul turismo; durante la stagione estiva, di sera, il centro viene chiuso al traffico automobilistico creando così l'isola pedonale con negozi aperti fino a tarda serata. Il sondaggio svolto dagli uffici dell'assessorato al turismo nel 2006 ha confermato che gli ospiti più numerosi di Eraclea Mare sono le famiglie con bambini. 1,5 km a valle dell'abitato scorre il canale Revedoli che unisce le foci dei fiumi Piave e Livenza. Tale corso d'acqua, razionalizzato nel corso della Bonifica di Eraclea, appartiene all'Idrovia Veneta che collega la riviera del Po a Trieste: la navigazione sullo stesso consente al turismo nautico di passare dalla Laguna di Venezia a quella di Grado senza uscire in mare. Sempre restando all'interno del territorio del comune di Eraclea, lungo il corso del canale Revedoli si incontrano due attrezzate darsene per il diporto: a Torre di Fine (a pochi metri da Eraclea Mare) e a Brian (a ridosso del comune di Caorle).

## Manifestazioni
- Festa dei Sapori: ultimo week end di maggio
- Festival dei fiori: la 1ª settimana di giugno
- Balloning Air Show: l'ultimo week end di giugno (Dal 20 al 22 giugno 2008 si è già tenuta la 2ª edizione del “Raduno Internazionale Aerostatico di Eraclea” con 10 mongolfiere partecipanti condotte da equipaggi italiani a stranieri che hanno consentito anche al pubblico di salire in quota con voli vincolati o liberi per visitare anche dall'alto il territorio circostante la località turistica.) L'edizione 2009 si è tenuta dal 19 al 21 giugno mentre quella del 2010 si è svolta con successo di pubblico dal 25 al 27 giugno 2010.
- Festa della Birra: secondo week end di settembre
- Mercato: tutti i mercoledì sera

## Riconoscimenti
Il 17 maggio 2007 Eraclea Mare ha ricevuto dalla FEE (Foundation for Environmental Education) il riconoscimento della Bandiera Blu per la qualità del mare antistante; ciò in quanto soddisfa criteri di qualità relativi a parametri delle acque di balneazione, al servizio offerto e alla pulizia delle spiagge.
Alla fine di giugno 2007, la famosa Goletta Verde di Legambiente, l'imbarcazione con cui l'associazione ambientalista effettua il monitoraggio sullo stato dei mari e delle coste italiane, ha certificato la qualità della balneazione nell'arenile di Eraclea Mare. 
In occasione della consegna degli attestati Guida Blu 2007 di Legambiente e Touring Club Italiano ai Comuni della riviera Veneziana, Eraclea ha ricevuto la classificazione 3 Vele: la Guida Blu è infatti il frutto del lavoro di indagine svolto dalla Goletta Verde che valuta la qualità delle acque di balneazione, delle strutture ricettive, la presenza di un centro storico ben conservato, l'offerta enogastronomia o la vicinanza a luoghi di interesse storico artistico o naturalistico.
Anche nel 2008, il 7 maggio, la FEE ha confermato l'assegnazione della Bandiera Blu ad Eraclea Mare riconoscendole la corrispondenza a tutti i requisiti di qualità della balneazione richiesti. Anche le località confinanti hanno ottenuto la medesima classificazione garantendo l'ottimo livello turistico della riviera veneziana, al centro della quale si trova appunto la spiaggia di Eraclea.
Il 31 maggio 2008 Legambiente ha incoronato Eraclea Mare fra tutte le spiagge della riviera veneziana: è l'unica ad aver ricevuto in quest'anno il riconoscimento delle 3 vele. Nel 2008 Eraclea Mare conquista anche le 4 stelle per la sostenibilità ambientale e 3 petali per la qualità dei servizi.
Anche nel 2009 Eraclea Mare ha ottenuto dalla FEE la conferma della qualità della balneazione sul suo litorale: per questo motivo le è stata assegnata la Bandiera Blu 2009.
L'11 maggio 2010 la FEE ha certificato per il quarto anno consecutivo l'offerta balneare di Eraclea assegnandole di nuovo la "Bandiera Blu delle spiagge" anche per il 2010 .
Il 29 maggio 2009, Eraclea Mare ha ricevuto da Legambiente (in Guida Blu 2009) l'attribuzione per l'anno in corso delle "3 VELE" per la spiaggia, dei "3 PETALI" per i servizi e delle "4 STELLE" per l'ambiente. La località turistica è stata perciò la più premiata fra le località della Costa Veneziana . La certificazione delle "3 VELE" in differenziazione dal litorale circostante è perciò la prova della peculiarità ambientale di Eraclea Mare.
Il 27 giugno 2010 Legambiente ha confermato le sue valutazioni dei requisiti ambientali di Eraclea Mare assegnandole ancora una volta le ambite "3 VELE". Eraclea Mare resta perciò anche per il 2010 la spiaggia più premiata dell'alto Adriatico.
Nel numero di agosto 2010 di "Turisti per caso", la rivista di Patrizio Roversi e Siusy Blady, Eraclea Mare e la spiaggia della Laguna del Mort sono state inserite nell'elenco delle 30 più belle spiagge d'Italia.
Nel corso del 2011 Eraclea ha avviato la certificazione EMAS (Eco-Management and Audit Scheme) la propria spiaggia: si tratta di un marchio di qualità ambientale introdotto dalla Comunità europea che permetterà al Comune di migliorare la sua efficienza e le proprie prestazioni ambientali, attuando così uno sviluppo economico sostenibile . Il sistema di gestione ambientale richiesto dallo standard Emas è basato sulla norma ISO 14001:2004.
Il giorno 10 maggio 2011 ha ricevuto la conferma del riconoscimento della bandiera blu anche per il 2011, quinto anno consecutivo di certificazione della qualità della balneazione della località turistica.
Alla fine di maggio 2012 è seguita la conferma della sesta bandiera blu riconosciuta dalla FEE quale effettiva affermazione della costanza dei risultati qualitativi di Eraclea Mare e della sua spiaggia.
Nel 2013, 2014, 2015 e 2016 la FEE ha confermato il riconoscimento della Bandiera Blu e in parallelo, in data 23 maggio 2013, con il numero IT - 001556 si è anche concluso positivamente il percorso di certificazione Emas in conformità al Regolamento (CE) 1221/2009.

## Trasporti e comunicazioni
Eraclea Mare è raggiungibile mediante la Strada Provinciale 42 (Jesolana) Jesolo-San Michele al Tagliamento, per mezzo dell'Autostrada A4 Venezia Trieste uscendo al casello Noventa di Piave - San Donà di Piave o al casello di Cessalto, quest'ultimo più adatto per coloro che provengono da Trieste. Noventa di Piave e Cessalto distano 25 chilometri da Eraclea Mare.
Eraclea è anche collegata da strade provinciali a San Donà di Piave, passando per Ponte Crepaldo, ed a San Stino di Livenza, passando per Stretti.
L'aeroporto di Venezia Marco Polo dista circa 35 chilometri, percorribili in mezz'ora di auto.
Una stazione ferroviaria, San Donà di Piave - Jesolo, nella quale fermano tutte le categorie di treni, la collega alla rete nazionale RFI.
I collegamenti pubblici con le limitrofe località, l'aeroporto Marcopolo e la stazione ferroviaria sono garantiti dalla rete di autobus dell'ATVO.
Il passaggio alle limitrofe località di Caorle e Jesolo è immediato: andando verso est, dopo il campeggio Portofelice, si imbocca la strada comunale che permette di raggiungere in meno di 5 minuti la prima località balneare caorlotta (Duna Verde); il centro storico di Caorle può essere raggiunto in meno di un quarto d'ora.
Per raggiungere Jesolo è invece ancor più veloce: attraversando il ponte di barche sul Piave, si raggiunge immediatamente la località di Cortellazzo in comune di Jesolo da cui puoi cominciano i lidi delle piazze Jesolane (Piazza Torino, Piazza Milano, Piazza Marconi, Piazza Drago etc.).